# Knüppelfalle
Eine Knüppelfalle (auch Prügelfalle genannt) wird zum Fang von Raubwild auf dem Fallensteig eingesetzt. Ein aus einem Knüppel bestehendes Oberteil wird mit Steinen beschwert. Wenn das Raubwild den Köder aus der Falle entnehmen will, fällt das Oberteil herab und tötet augenblicklich.
Zu den Knüppelfallen gehört auch die Scherenfalle.
Nach deutschem Jagdrecht sind diese Art Fallen heute verboten.